# Harald Rosenløw Eeg

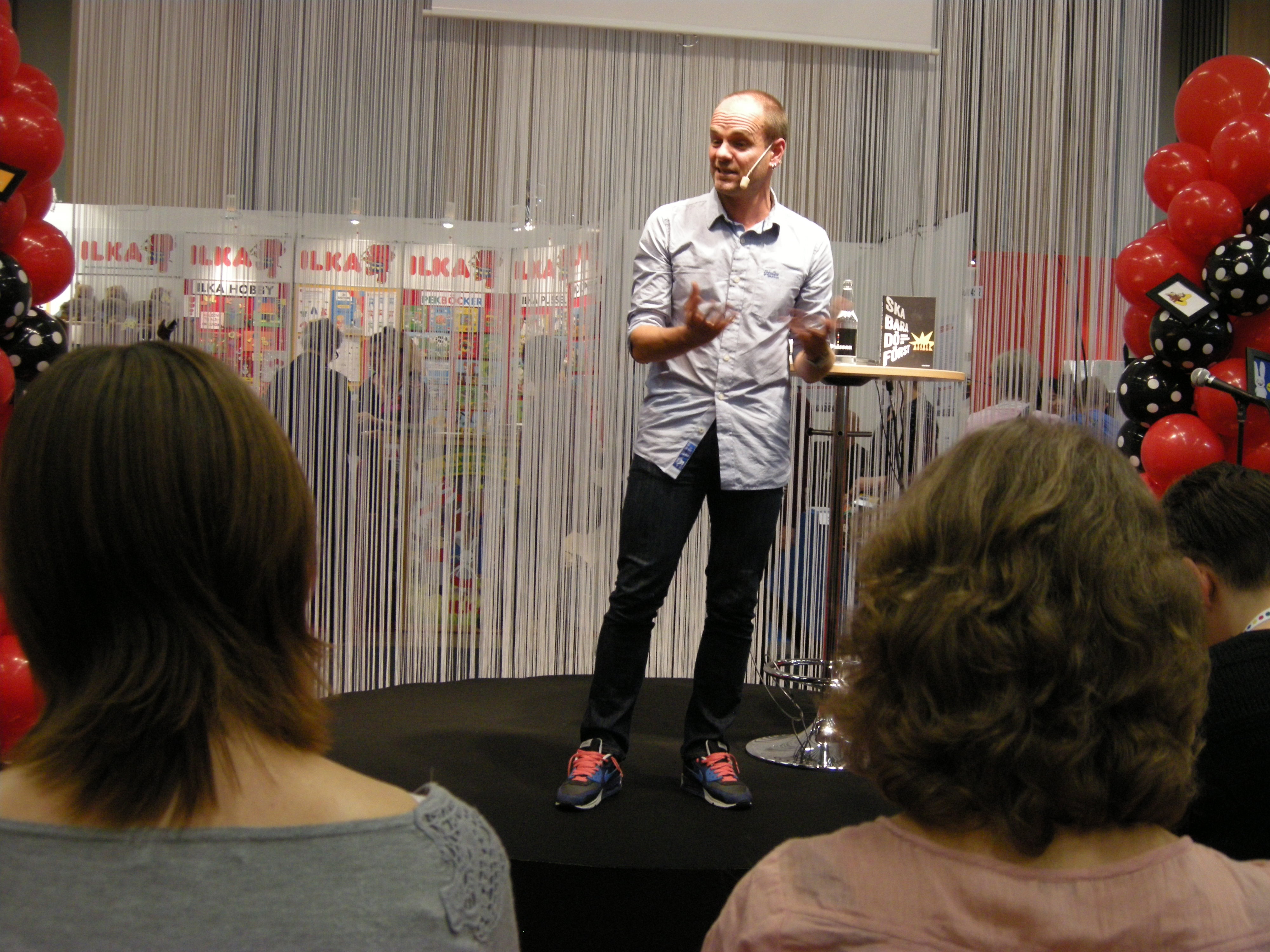
Harald Rosenløw Eeg 2012 auf der Göteborg Book Fair

Harald Rosenløw Eeg (* 18. August 1970 in Tønsberg) ist ein norwegischer Schriftsteller, der mit (Jugend-)Romanen, Drehbüchern sowie zahlreichen Literaturpreisen seines Landes hervortrat.

## Leben und Schaffen
Eeg machte einen akademischen Abschluss in Religionsgeschichte an der Universität Oslo. Er arbeitete danach als Katechet und Religionspädagoge. In seiner Freizeit war er nebenbei als Techno-Musiker aktiv.
Für seinen Debüt-Jugendroman Glasskår erhielt er 1996 sowohl den „Tarjei-Vesaas-Debütantenpreis“ als auch den Debütantenpreis der protestantischen Kirche für Kinder- und Jugendliteratur. Eine Verfilmung des Buchs folgte im Jahr 2002. Der deutsche Filmtitel lautete Der Riss. Für den Film von Regisseur Lars Berg gab es auf dem Berlinale Kinderfilmfest  2002 den „Gläsernen Bären“ der Kinderjury.
In rascher Folge legte Eeg in den folgenden Jahren weitere Jugendromane und Drehbücher vor. Nur zwischen 1998 und 2002 schaffte er weniger als eine Neuerscheinung im Jahr.
Für seine Bücher Vrengt (1997) und Yatzy (2004) bekam er den renommierten norwegischen Brageprisen in der Kategorie „Kinder- und Jugendbücher“. Eine Übersetzung ins Deutsche für Yatzy legte 2011 der Gerstenberg Verlag vor. Es war das erste Buch Eegs, das in einer deutschen Übersetzung herauskam.
Seine Tochter Sval Rosenløw Eeg ist als Sängerin tätig.

## Werke (Auswahl)
Jugend-Romane
- 1995 – Glasskår
- 1996 – Svidd
- 1997 – Vrengt
- 1998 – Filter
- 2002 – Stjernetrekker
- 2003 – Alle duene
- 2004 – Yatzy
  - Brennweite – Spiel mit dem Feuer, Gerstenberg Verlag, Hildesheim 2011, 188 Seiten, ISBN 978-3-8369-5381-8
- 2006 – Alt annet enn pensum
  - Caulfield, Gerstenberg, Hildeshaim 2012, ISBN 978-3836954297

Romane
- 2000 – Karmakongen
- 2008 – Løp hare løp

Drehbücher
- 2001 – Glasskår (dt.: Der Riss (2002))[6]
- 2002 – Anolit gemeinsam mit Stefan Faldbakken
- 2002 – Folk flest bor i Kina
- 2004 – Hawaii, Oslo
- 2006 – Uro
- 2007 – Blodsbånd
- 2008 – DeUsynlige (in deutscher Verfilmung unter dem Titel Troubled Water 2008)[7][8]
- 2009 – Yatzy
- 2020 – Betrayed
- 2021 – The North Sea (Nordsjøen)

## Auszeichnungen, Literaturpreise
- 1996 – Tarjei-Vesaas-Debütantenpreis für Glasskår
- 1996 – Kultur- und Kirchendepartements Debütantenpreis für Kinder- und Jugendliteratur für Glasskår
- 1997 – Vestfolds litteraturpris
- 1997 – Brageprisen für Kinder- und Jugendliteratur für Vrengt
- 1998 – Sonja Hagemanns  Kinder- und Jugendliteraturbuchpreis für Filter
- 2000 – Språklig samlings litteraturpris
- 2002 – Gläserner Bär, Kinderjurypreis des Berlinale Kinderfilmfests für Glasskår von Lars Berg
- 2004 – Kultur- und Kirchendepartements Preis für Kinder- und Jugendliteratur für Yatzy
- 2004 – Brageprisen  für Kinder- und Jugendliteratur für Yatzy